# قصبة مراكش
قصبة مراكش هي منطقة كبيرة مُسوّرة تقع في الجزء الجنوبي من المدينة العتيقة لمراكش بالمغرب. كانت تاريخياً بمثابة قلعة (قصبة) ومجمع القصر الملكي في المدينة. لا يزال القصر الملكي الرسمي، دار المخزن، جزءًا كبيرًا من المنطقة. يعمل دار المخزن كمقر إقامة للعاهل المغربي عندما يزور المدينة. تتكون باقي المنطقة من مختلف الأحياء والمعالم الأثرية.
تم بناء القصبة لأول مرة في أواخر القرن الثاني عشر في عهد الموحدين، ولا سيما في عهد الخليفة يعقوب المنصور. يعود تاريخ كل من مسجد القصبة والبوابة العامة الرئيسية، باب أكناو، إلى هذه الفترة. تم إهمال مجمع القصر بعد سقوط الموحدين، لكن القصبة تم ترميمها وإعادة بنائها من قبل السعديين في القرن السادس عشر، ولا سيما في عهد السلطانين عبد الله الغالب وأحمد المنصور، اللذين أنشآ قصورًا جديدة وحدائق واسعة. تعود أضرحة السعديين وأطلال قصر البديع إلى هذه الفترة. كان عبد الله الغالب مسؤولاً أيضًا عن إنشاء حي الملاح اليهودي، المُتاخم للجناح الشرقي للقصبة. وبعد فترة أخرى من الإهمال والنهب، أُعيد بناء القصور وإعادة تطويرها من قبل السلطان العلوي محمد الثالث بن عبد الله الذي أعطى القصر الملكي (دار المخزن) ومحيطه الكثير من شكله الحالي.

## تاريخ

### قصبة الموحدين

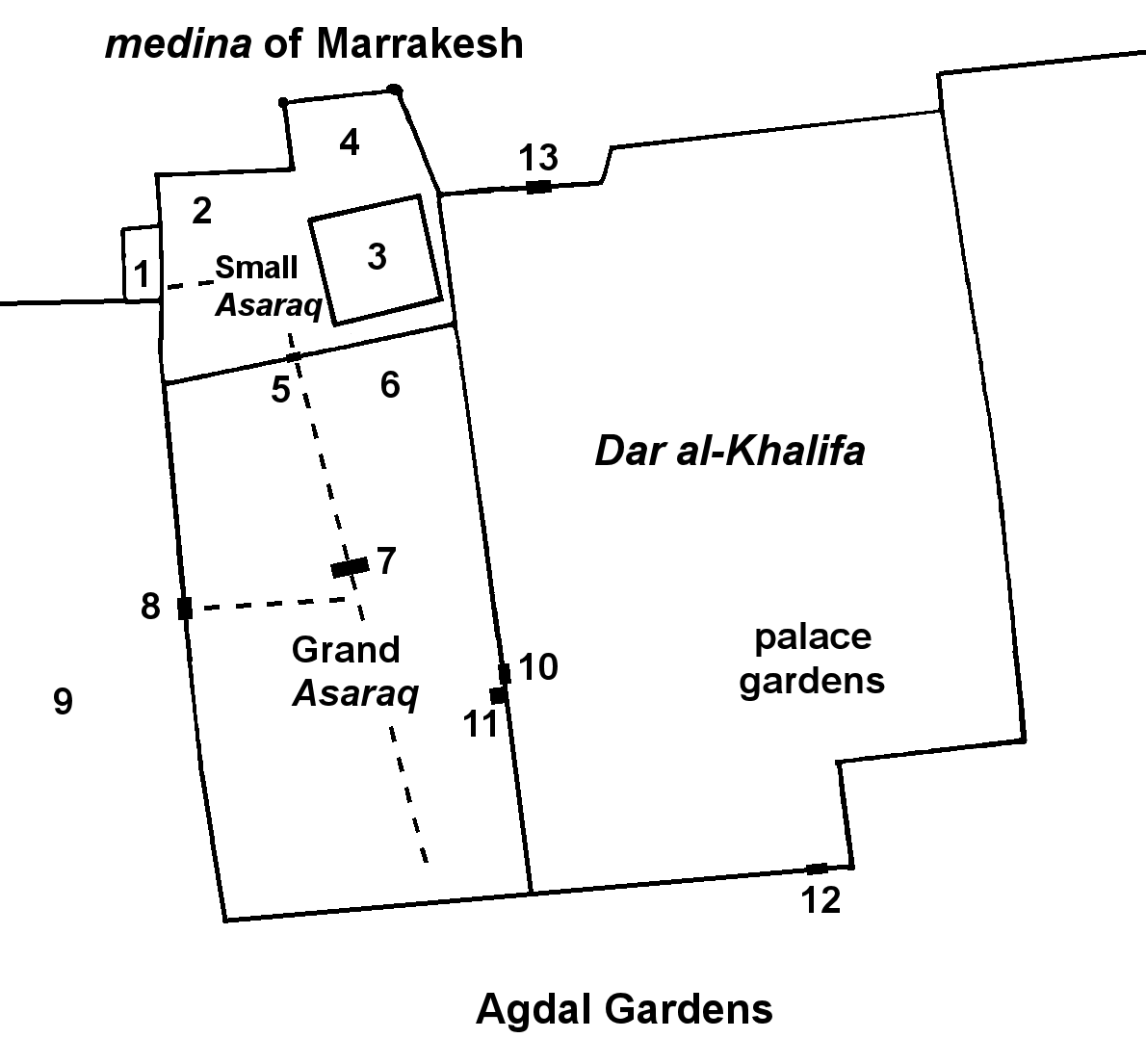
إعادة الإعمار التقريبي لقصبة الموحدين الأصلية: 1) باب أكناو، 2) القيسرية (السوق)، 3) مسجد القصبة، 4) الملاحق من المسجد، 5) باب الطبول، 6) المستودعات، 7) باب السقاف، 8) باب السادات، 9) مقبرة النبلاء، 10) باب الرياض، 11) قُبّة الخلافة، 12) باب البستان، 13) باب القراقين.

كانت القلعة والمقر الأول لمراكش هي القلعة والإقامة المعروفة باسم قصر الحجر المرابطي، التي بناها الزعيم المرابطي أبو بكر بن عمر اللمتوني عندما أسّس المدينة عام 1070. تقع هذه القلعة شمال جامع الكتبية الحالي. ألحق الأمير المرابطي اللاحق علي بن يوسف (1106-1143) قصرًا في الجنوب، في موقع ما يُعرف الآن بالمسجد. تم التنقيب عن بقايا هذه المباني المرابطية ولا تزال بقايا بوابة حجرية تسمى «باب علي» مرئية حتى اليوم إلى جانب أنقاض جامع الكتبية الأول.

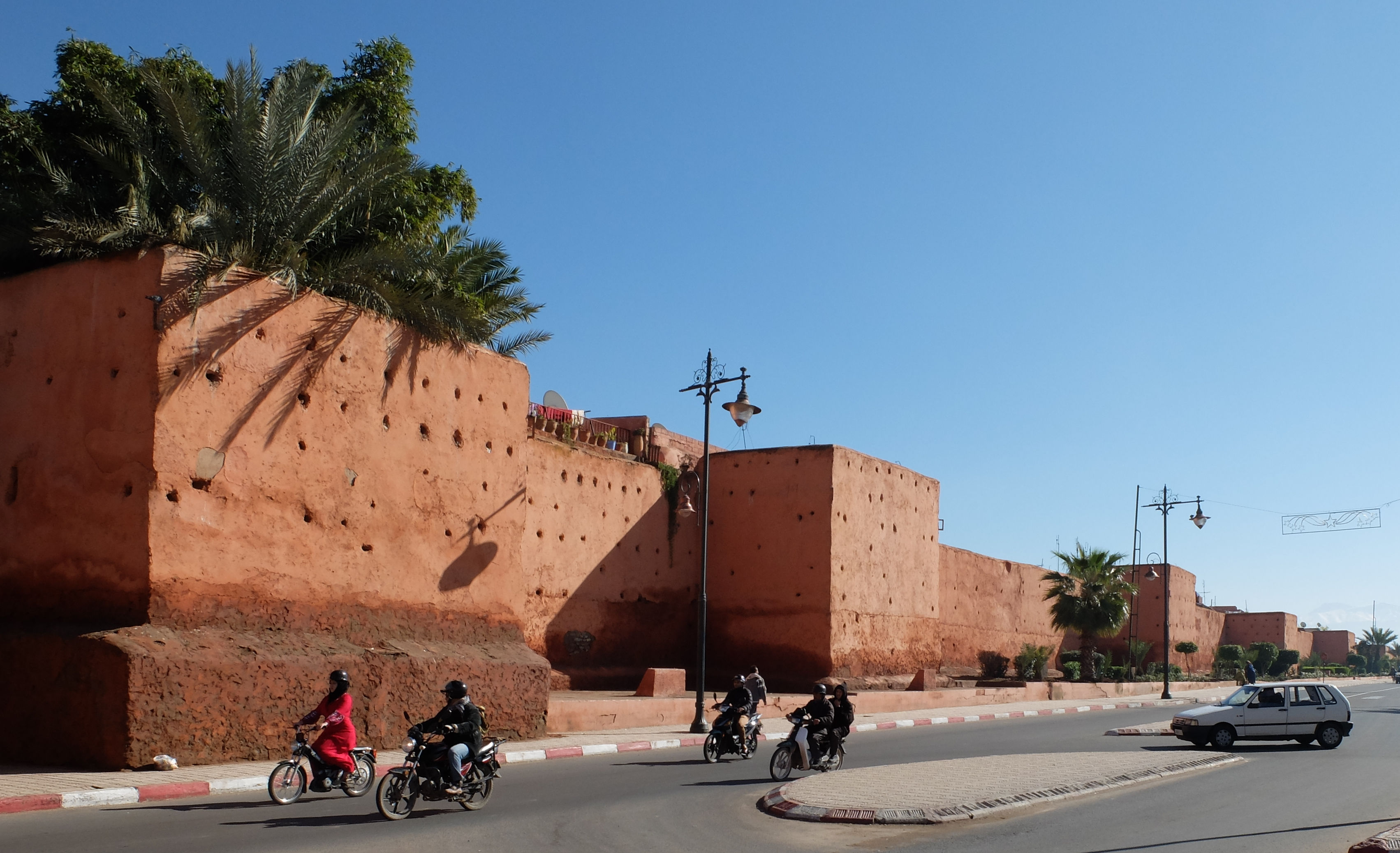
الأسوار الخارجية للقصبة

عندما دخل الحاكم الموحدي عبد المومن مراكش عام 1147، قيل إنه دمّر العديد من المعالم المرابطية (خاصة المساجد). ومع ذلك، استخدم الحكام الموحدون لبعض الوقت قصر الحجر وقصر علي بن يوسف كمقر إقامة رسمي لهم. شرع الخليفة الموحدي يعقوب المنصور (1184-1199) في مشروع بناء طموح لإنشاء حي ملكي جديد واسع ملحق بالجانب الجنوبي من المدينة. (تشير بعض المصادر إلى أن سلفه أبو يعقوب يوسف هو أول من أسّس القصبة، ولكن يُنسب معظم العمل عادةً إلى المنصور.) عُرفت هذه القلعة الجديدة وامتداد المدينة في المصادر التاريخية باسم القصبة، وكذلك تاموراكوشت والصليحة. :320 لقد بُنيت فوق موقع عقار حديقة المرابطين المعروف بالصليحة، والتي بقيت فقط الجزء الشرقي، وحلت محلها لاحقا في الوقت الحاضر الملاح. :195  كان الدافع وراء بناء القصبة جزئيًا هو النمو السريع لسكان المدينة والحاجة الملحة إلى مساحة أكبر داخل المدينة. قد يكون الدافع أيضًا هو رغبة الخليفة الموحدي في اتباع نموذج الحكام المُسلمين الأقوياء الآخرين الذين بنوا مدن قصور منفصلة للحكم، مثل البناء الأموي لمدينة الزهراء بالقرب من قرطبة، أو البناء العباسي لسامراء في العراق. بدأ بناء قصبة مراكش في عام 1185 وانتهى عام 1190، على الرغم من أن خلفاء المنصور استمروا في بناء المزيد من القصور بداخلها، حيث بلغ مجموع القصور اثني عشرة بنهاية الفترة الموحدية.

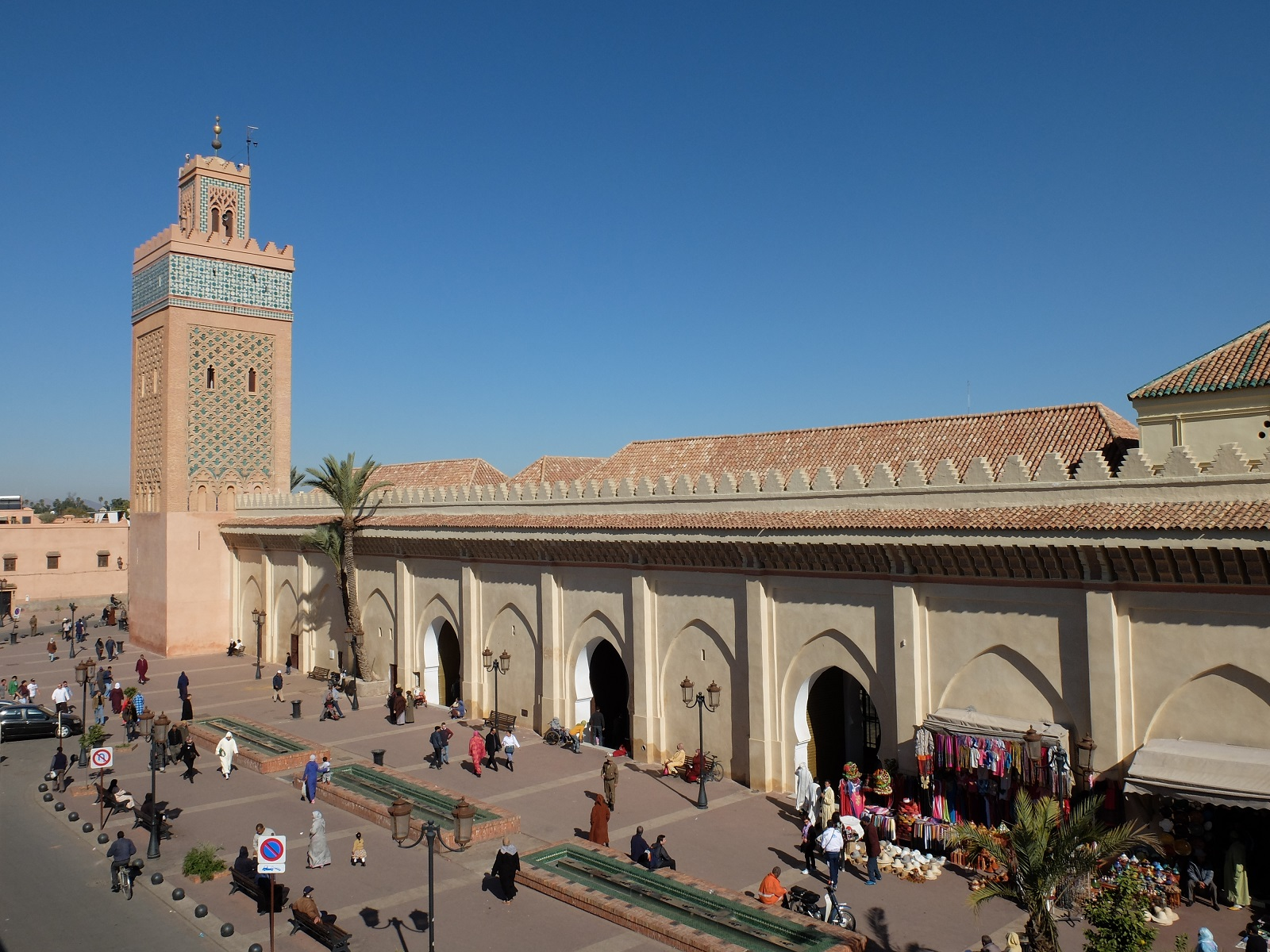
مسجد القصبة

كانت قصبة الموحدين منطقة واسعة مكتفية ذاتيا محاطة بأسوار ومقسمة بجدران داخلية. وبالإضافة إلى القصر الملكي (المعروفة باسم دار الخليفة أو قصر الخِلافة)، فقد شملت أيضا مسجد جامع (مسجد القصبة) والأسواق والقيسارية (البازار)، والمدرسة، والحمامات، والمخازن والإسطبلات والمقابر والحدائق والساحات. كما شمل التوسع في المدينة إنشاء مستشفى (بيمارستان)، الذي لم يتضح مكانه. كان المدخل العام الرئيسي للقصبة هو باب أكناو، وهي بوابة تقع في الزاوية الشمالية الغربية للقصبة ويمكن الوصول إليها من داخل أسوار المدينة. على الرغم من بعض التعديلات، إلا أنها لا تزال محفوظة جيدًا حتى يومنا هذا وتتميز بزخارف منحوتة بالحجر على نطاق واسع. وبخصوص باب السادات، فقد سمحت بالدخول المباشر إلى القصبة من خارج أسوار المدينة، ولكنها كانت مخصصة لكبار المسؤولين وأفراد الأسرة المالكة. كما بنى الموحدون حدائق ترفيهية شاسعة حول القصبة، مثل حدائق أكدال في الجنوب والتي كانت محاطة بأسوار. سمحت البوابة المعروفة باسم باب البستان بالوصول المباشر بين قصر الخليفة والحدائق.
تم تقسيم القصبة إلى ثلاثة أجزاء بجدران داخلية لكل منها باب خاص به. وكان القسم الأكبر هو قصور الخليفة، التي تُغطي حوالي 24 هكتاراً وتحتل كامل الجانب الشرقي من القصبة. :218 أما القسم الثاني فكان في الركن الجنوبي الغربي بمساحة 12 هكتاراً ويحتوي على مختلف الخدمات التي يتطلبها القصر والحكومة. وتجدر الإشارة إلى أن هذه المنطقة كانت تتمحور حول ساحة كبيرة أو ساحة تُعرف باسم «السراج» والتي كانت بمثابة المعادل المبكر للمشور. ومن هذه الساحة باب يعرف باب الرياض يقود إلى قصور الخليفة. وبجانب هذه البوابة كان هناك جناح للجمهور يُعرف باسم قبة الخلافة، والذي سمح للخليفة بإقامة الاحتفالات التي تقام أمام البوابة. :221 أمّا القسم الثالث، الذي يمكن الوصول إليه بشكل أكبر، احتل 8 هكتارات في الركن الشمالي الغربي من القصبة واحتوى على مسجد القصبة وملحقاته. توجد ساحة عامة أخرى، تُعرف أيضًا باسم السراج، أمام المسجد. يوجد شارع رئيسي ممتد في خط مستقيم من الشمال إلى الجنوب يربط بين هذين المربعين. :245 كان الشارع في يوم من الأيام مبطناً بالأروقة، ويمكن الوصول إليه من كلا الطرفين ببوابتين تُعرفان بباب الطبول (شمالا) وباب السقائف (في الجنوب). :226-227
بصرف النظر عن المسجد والبوابة الرئيسية لباب أكناو، لم يبق أي من المباني الموحدية سليمة حتى يومنا هذا. ربما لا يزال المخطط الغربي والجنوبي الحالي للقصبة، بما في ذلك جدرانها، يعود إلى بناء الموحدين، لكن تم تغيير العديد من الأسوار والبوابات الأخرى منذ ذلك الحين. :214 الشارع الرئيسي الذي يمتد بين ساحتي السراج مازال واضحا حتى يومنا هذا، لكن ميدان السراج الجنوبي اختفى.

### فترة السعديين

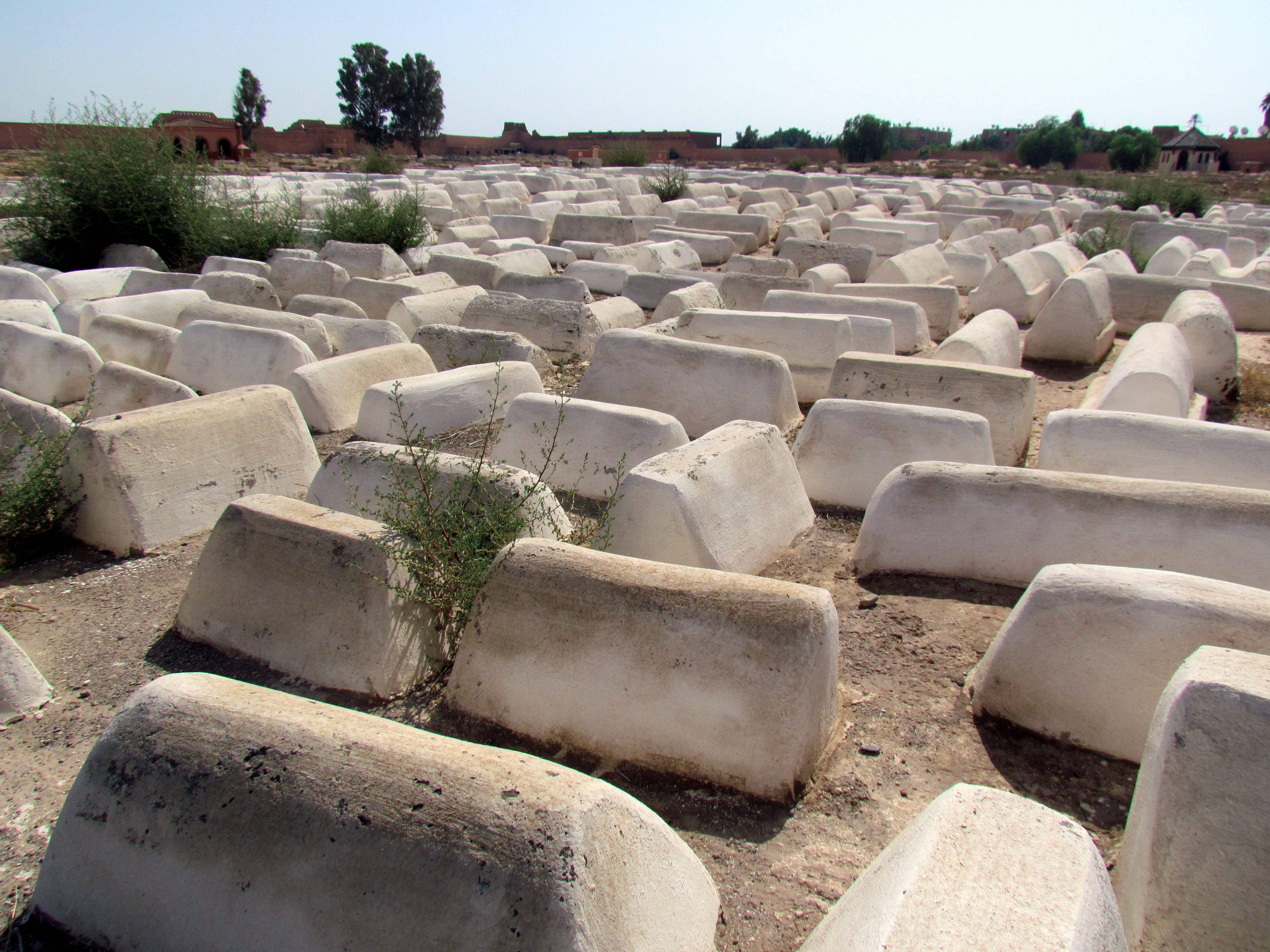
مقبرة الملاح اليهودية

بعد سقوط النظام الموحدي، سقطت مراكش في حالة تدهور. جعلت الدولة المرينية التالية فاس عاصمتها ونفذت بعض الإنشاءات الكبرى في المدينة.عند قيام السعديين (القرن السادس عشر إلى أوائل القرن السابع عشر) بتأسيس مراكش كعاصمة لهم، شهدت المدينة انتعاشًا. أقام السعديون أنفسهم في قصبة الموحدين القديمة وقاموا بأعمال التجديد وإعادة البناء الخاصة بهم. شيّد السلطان عبد الله الغالب قصور وملحقات جديدة في الجزء الشمالي من القصبة وأصلح مسجد القصبة بعد أن تضرر في انفجار البارود في ستينيات أو سبعينيات القرن الخامس عشر. كما قام ببناء المباني الأولى لمقابر السعديين على الجانب الجنوبي من المسجد. أخيرًا، هو الذي نقل السكان اليهود في المدينة إلى ملاح جديد على الجانب الشرقي من القصر الملكي، مما أدّى إلى توسيع المحيط الشرقي للقصبة.

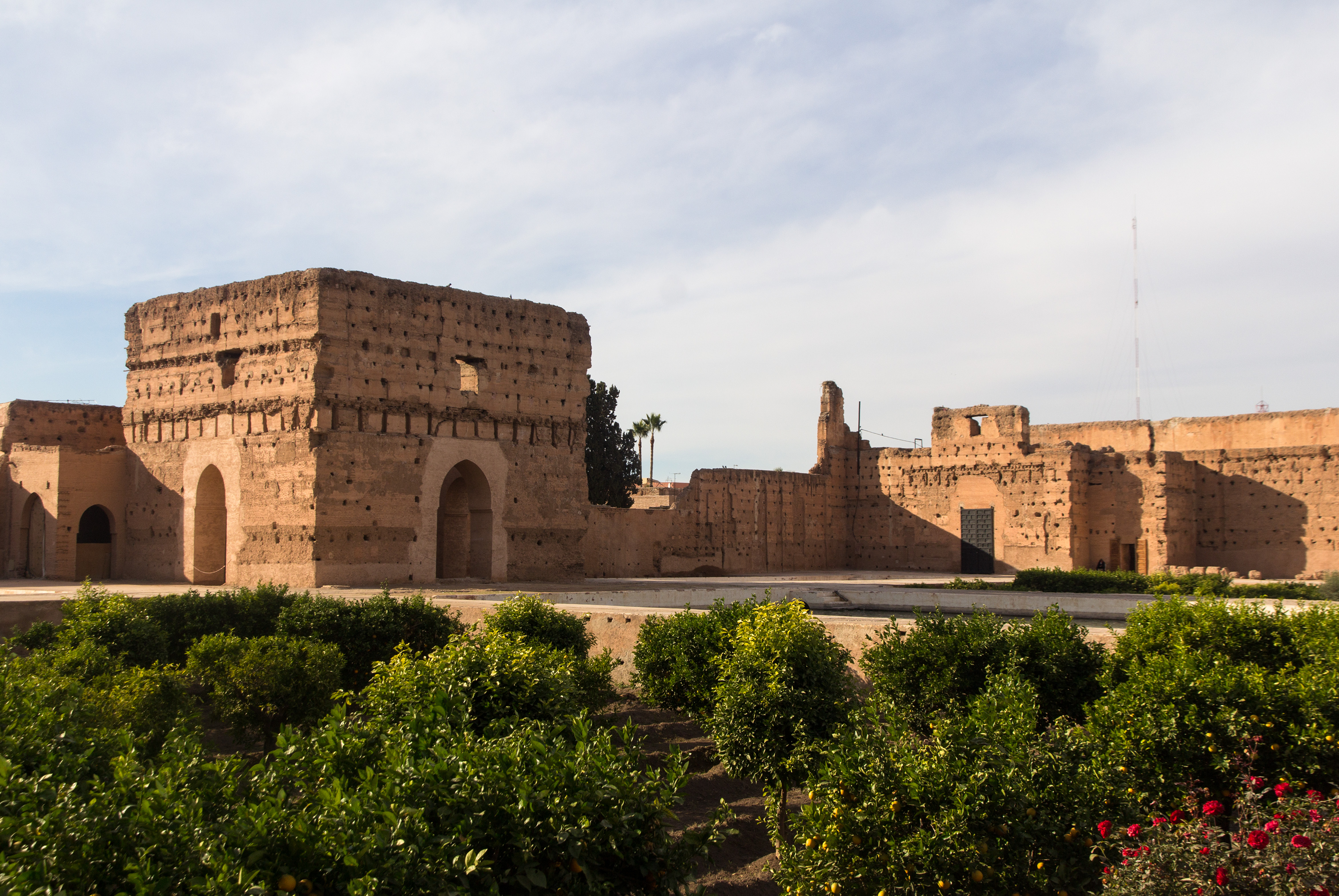
أنقاض قصر البديع اليوم

قام السلطان أحمد المنصور، الذي أشرف على أوج سلطة السعديين، بسلسلة أخرى من الإنشاءات والتجديدات. فقد قام ببناء الأضرحة الأكثر تفصيلاً في قبور السعديين. أشهرها أنه شيد قصرًا فخمًا يعرف باسم البديع. تم استخدام القصر لاستقبال السفراء والضيوف الآخرين. تم تصميمه ليكون بمثابة عرض لقوة وثروة المنصور، مع الاستفادة من المواد والديكور الأكثر فخامة بما في ذلك الرخام الإيطالي المستورد.
تم الدخول إلى مجمع قصر السعديين في هذه الفترة عبر «المشور الكبير»، وهي ساحة احتفالية كبيرة أو فناء في موقع ميدان السراج الجنوبي السابق، جنوب مسجد القصبة. كان حجم المربع حوالي 180 × 90 مترًا. كانت البوابة الرئيسية للقصر الملكي موجودة هناك وتؤدي إلى مشور أصغر. من المشور الأصغر، كان هناك ممر طويل يمتد شرقًا لإتاحة الوصول إلى مكونات القصر المختلفة. على الجانب الجنوبي من هذا الممر تقع معظم الملاحق الخدمية للقصر، بما في ذلك المطابخ والمستودعات والخزينة والإسطبلات. على الجانب الشمالي من الممر كان قصر الاستقبال الواسع (قصر البديع)، جنبا إلى جنب مع الأحياء الخاصة بالسلطان وعائلته، والحمامات الخاصة بهم، ومسجد خاص، ودار سك العملة. أخيرًا، وراء هذه المباني وإلى الشرق، كان هناك عدد من حدائق المتعة التي احتلت كامل الجانب الشرقي من القصبة. وتضمّنت الحديقة الكريستالية (الزجاج)، والحديقة المعروفة باسم «المصطفى»، وحديقة القصر أو الحديقة الداخلية. :256 كانت الحديقة الكريستالية، الواقعة على الجانب الشرقي من قصر البديع، مخصصة للاستخدام الخاص لسكان القصر. وبحسب ما ورد، فقد كانت حديقة المصحة، المتواجدة جنوبا، مفتوحة للجمهور. وتضم حوضًا مائيًا كبيرًا كان يستخدم للاستحمام في فصل الصيف. :256 تقع حديقة القصر جنوب قصر البديع وبجوار شقق أحمد المنصور الخاصة. :256 كما قام أحمد المنصور بترميم حدائق أكدال الشاسعة جنوب القصبة. :256 أخيرًا، تصف المصادر من هذه الفترة أيضًا وتوضح برجًا مرتفعًا يرتفع من وسط القصور ويمكن رؤيته من بعيد. هذا البرج من أصل غير مؤكد واختفى لاحقًا خلال العصر العلوي، ولكن ربما كان برج مراقبة تم بناؤه لإمتاع السلطان.

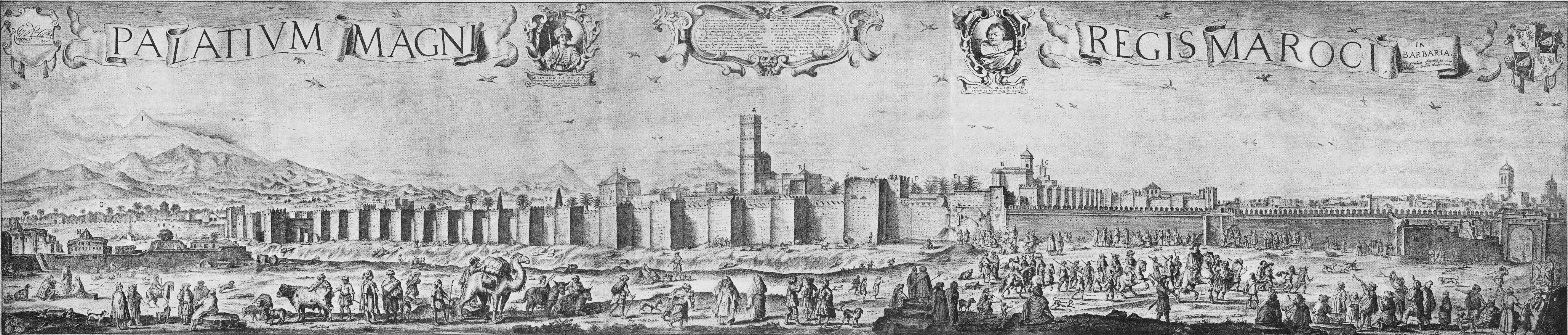
رسم توضيحي لقصبة مراكش لأدريان ماثام، من عام 1640 (في نهاية فترة السعديين). تظهر الصورة هنا من الشرق، وهي تُظهر الأسوار بالإضافة إلى برج طويل كان قائماً في القصر ذات يوم.

### الفترة العلوية حتى الوقت الحاضر
بعد السعديين، تم إهمال القصبة بشدة مرة أخرى، حيث نادرا ما استخدم العلويون مراكش كعاصمة لهم. استولى مولاي إسماعيل بشكل ملحوظ على قصور السعديين للحصول على مواد (مثل الرخام) لاستخدامها في قصره والقصبة التي كان يبنيهما في مكناس. أصبح قصر البديع خرابًا، على الرغم من أن مقابر السعديين كانت لا تزال تستخدم كمقبرة ملكية لبعض أفراد العائلة المالكة العلوية. كان الاستثناء الرئيسي لهذا الإهمال هو عهد محمد بن عبد الله، الذي حكم مراكش نائبا عن والده منذ عام 1746، ثم استخدمها كعاصمة غير رسمية له عندما كان سلطانًا بين عامي 1757 و 1790.

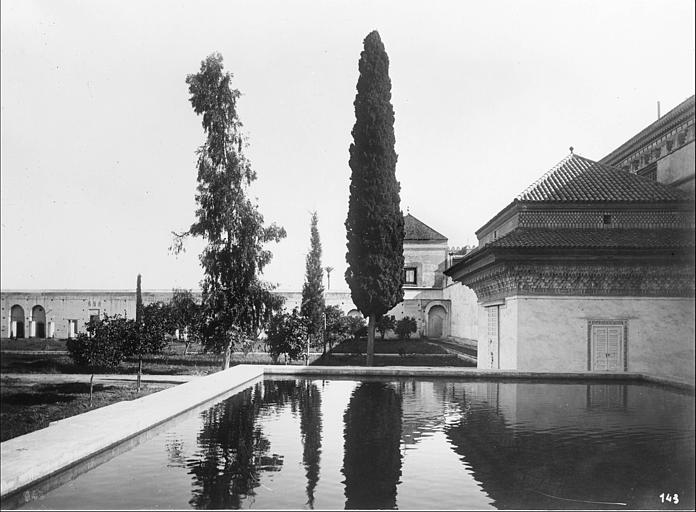
منظر لعرصة النيل (الحديقة المركزية الكبيرة للقصر) في أوائل القرن العشرين

قام محمد بن عبد الله بعدد كبير من أعمال الترميم وبنى قصور جديدة. كما قام ببناء مسجد جديد، مسجد بريمة، على المحيط الشرقي للقصور. كما تم إنشاء سجن حكومي داخل أراضي ومرفقات قصر البديع القديم، المجاور مباشرة لقصر محمد الجديد. :485 بسبب هذه الحملة الإنشائية الكبرى، فإن المباني والحدائق الحالية للقصر الملكي اليوم تعود بشكل رئيسي إلى هذه الفترة (على الأقل من حيث الشكل العام). خلال هذه العملية، قام محمد أيضًا بتوسيع أو تطوير القصبة على جانبها الجنوبي، وإنشاء عدد من المشاوير الجديدة كجزء من الاقتراب من القصر الملكي، الذي أعيد توجيه مدخله الآن نحو الجنوب بدلاً من الغرب. بدأ بناء الجزء الرئيسي من قصر محمد الجديد في عام 1747، عندما كان لا يزال نائبًا للملك في عهد والده عبد الله. تضمن هذا البناء إنشاء حديقة عرصة النيل الكبيرة ومحيطها. وفقًا للمؤرخ غاستون ديفيردون، من المحتمل أن تكون أقسام القصر على الجانب الشمالي من هذه الحديقة قد تم الانتهاء منها لأول مرة بين سنتي 1754 و 1753، ولكن أعيد بناؤها أو إعادة تشكيلها بين 1760 و 1765، عندما كان محمد سلطانًا. :481-482 ربما تم الانتهاء من الأجزاء الجنوبية من القصر قبل عام 1760. تم الانتهاء من القصر ككل، بما في ذلك بعض المباني المحيطة بالمشور، في ستينيات القرن الثامن عشر. ومع ذلك، هناك أدلة على أن محمدًا استمر في تنفيذ الأعمال في وقت لاحق من حكمه وأنه جند أيضًا حرفيين أوروبيين (خاصة من إسبانيا) للعديد من عناصرها. :481-482
حتى أواخر القرن التاسع عشر وأوائل القرن العشرين، كانت القصبة لا تزال مركز السلطة في مراكش. كما بنى وزراء الحكومة الأثرياء قصورهم الخاصة وقصورهم بالقرب منها خلال هذه الفترة. وأشهرها قصر الباهية، الذي تحول فيما بعد إلى قصر ملكي. تمت صيانة حدائق أكدال أيضًا وأُعيد زرعها في القرن التاسع عشر، مع تشييد أجنحة ملكية جديدة داخلها وتحصينات جديدة على جانبها الغربي.

## القصبة اليوم

### نظرة عامّة
لم تعد اليوم القصبة منطقة محظورة وأصبح الكثير منها متاحًا للجمهور. تقع على الجانب الجنوبي من المدينة. تمتلئ أقسامها الغربية بالأحياء السكنية. لا يزال معظم قسمها الشرقي يستخدم كقصر ملكي (دار المخزن) لملك المغرب، وهو محظور على الجمهور. إلى الشمال من القصر توجد بقايا قصر البديع الضخم، والذي أصبح الآن موقعًا تاريخيًا يمكن للسياح الوصول إليه.
في المنطقة الشمالية الغربية من القصبة يوجد المسجد الجامع الأصلي للقلعة، مسجد القصبة (المعروف أيضًا باسم مسجد المنصور الموحدي ومسجد مولاي اليزيد)، والذي لا يزال نشطًا حتى اليوم ولا يمكن الوصول إليه إلا للمسلمين. غرب المسجد مباشرة، عند التقاطع بين أسوار المدينة وأسوار القصبة، كانت البوابة الرئيسية السابقة للقصبة، باب أكناو. بالقرب من القصبة، بعد ساحة سوق الحدادين إلى الشمال، يوجد أيضًا قصر الباهية.
تقع بين المسجد من جهة الغرب وقصر البادي ودار المخزن شرقاً منطقة كانت في السابق جزءاً من القصر الملكي نفسه أو ملاحقه ولكنها اليوم تشغلها أحياء سكنية. لا يزال شكل ومخطط بعض الشوارع هنا يعكس الخطوط العريضة لجدران أو هياكل القصر السابقة التي اختفت منذ ذلك الحين. يمتد الشارع الرئيسي للقصبة (شارع القصبة) تقريبًا من الشمال إلى الجنوب بين المسجد في الشمال وحي درب شتوكة في الجنوب، وهو يتوافق مع الشارع الأصلي الذي كان يربط بين ساحتي السراج في الفترة الموحدية.
القصبة محاطة من الشرق بحي الملاح اليهودي السابق. إلى الجنوب من هذا الحي يوجد حي آخر تم إنشاؤه في القرون الأخيرة يسمى باب الأحمر أو باب حمر (سمي على اسم بوابة قريبة). إلى الغرب القصبة محاطة بأرض مفتوحة إلى حد كبير. إلى الجنوب من القصبة توجد حدائق أكدال الشاسعة المحاطة بمجموعة من الأسوار الخاصة بها والتي تتصل بجدران القصبة. بين هذه الحدائق والقصر الملكي عدة مشاوير (ساحات كبيرة مغلقة) تشكل المدخل الرئيسي للقصر الملكي اليوم.

### القصر الملكي
لا يزال القصر الملكي في مراكش، المعروف باسم «دار المخزن»، يستخدم كمقر ملكي رسمي حتى يومنا هذا وهو محظور على العامّة. بينما كان مجمع القصر تاريخيًا يضم معظم القصبة، إلا أنه يحتل مساحة أضيق اليوم. يعود تاريخ المباني والحدائق الحالية للقصر بشكل رئيسي إلى الفترة العلوية، ومعظمها من عهد مولاي محمد بن عبد الله في القرن الثامن عشر. تم ترتيب القصر الأصلي الذي يعود إلى القرن الثامن عشر بطريقة منتظمة ومتناسقة تعكس تصميما على طراز الرياض، لكن الإنشاءات اللاحقة أضافت بعض العناصر غير المتكافئة. :482-483

#### المشاوير

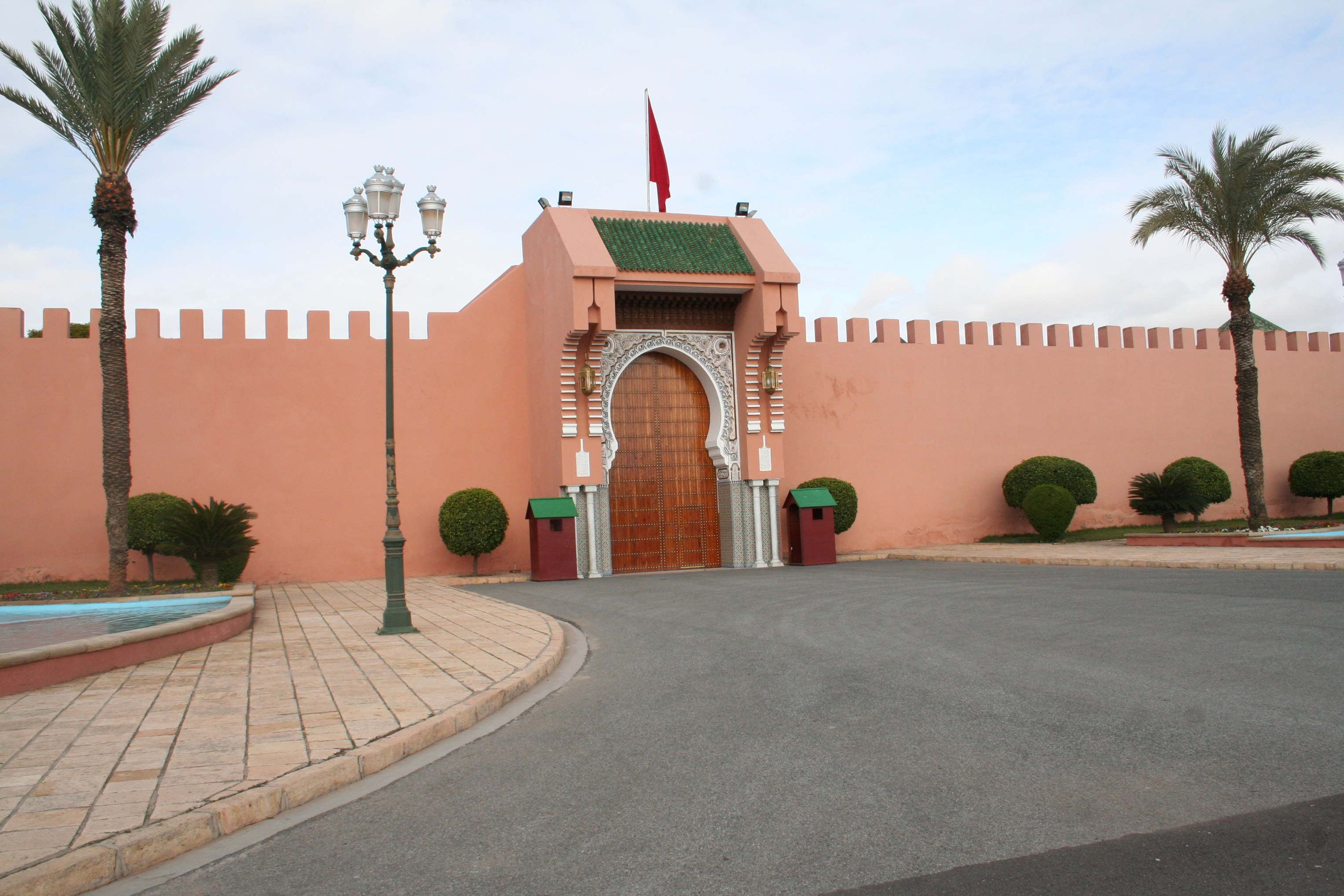
باب الأخضر، البوابة الرسمية للقصر الملكي، ويقع في المشور الداخلي

المدخل الرئيسي للقصر اليوم من الجنوب. يتم الاقتراب منه عبر سلسلة من الأفنية المسورة أو الساحات الرسمية المعروفة باسم المشور، وهي سمة شائعة في القصور الملكية التقليدية في المغرب. تشغل مساحة كبيرة بين القصر من الشمال وحدائق أكدال في الجنوب. يتم الوصول إلى المشور، مرتبة في سلسلة من الشرق إلى الغرب تقريبًا، من خلال عدد من البوابات - على الرغم من أن العديد منها ذات أهمية تاريخية أو معمارية ثانوية. البوابة الأولى (الخارجية) إلى الشرق هي باب الأحمر. وهي البوابة الأبرز نظرًا لتضمينها غرفة حراسة كبيرة وشرفة يمكنها حمل مدفعية خفيفة. :497 خلف هذه البوابة يوجد حي يحمل نفس الاسم وشارع يمتد غربًا إلى باب الفرمة، وهي بوابة تؤدي بدورها إلى المشور الخارجي (المعروف أيضًا باسم مشور البراني). المشور ساحة كبيرة مستطيلة الشكل تبلغ مساحتها حوالي 200 × 240 مترًا، وتقع جنوب حي الملاح وبريمة مباشرةً. :498 غرب هذا المشور يوجد مشور مستطيل أضيق، يدعى المشور الداخلي (يُطلق عليه أيضًا المشور الوسطاني)، ويبلغ طوله حوالي 200 متر على محوره الشرقي الغربي و 90 مترًا على محوره الشمالي الجنوبي. يتم إدخالها من الشرق عبر باب الريح. على جانبها الشمالي توجد البوابة الرسمية الرئيسية للقصر، باب الأخضر. يوجد على جانبه الغربي بوابة تُعرف باسم طلع أو هابط، ويوجد فوقها ممر محمي يوفر وصولاً مباشراً بين القصر وحدائق أكدال إلى الجنوب. :498 تؤدي هذه البوابة بدورها إلى أكبر مشور، المشور الكبير (المعروف أيضًا باسم مشور العوالي). يحتل هذا المشور مساحة كبيرة مفتوحة بطول 360 مترًا على محوره الشمالي-الجنوبي و 180 مترًا على محوره الشرقي الغربي. تؤدي بوابة في الزاوية الشمالية الشرقية، تسمى باب بوعكاز، إلى القصر وكانت تُستخدم تقليديًا لاستقبال السفراء أو لإقامة احتفالات أخرى. تؤدي بوابة على الجانب الغربي من هذا المشور إلى طريق ضيق مسور يمتد إلى البوابة الغربية لهذه المنطقة، باب إغلي، والتي تمثل الركن الجنوبي الغربي من القصبة. :499

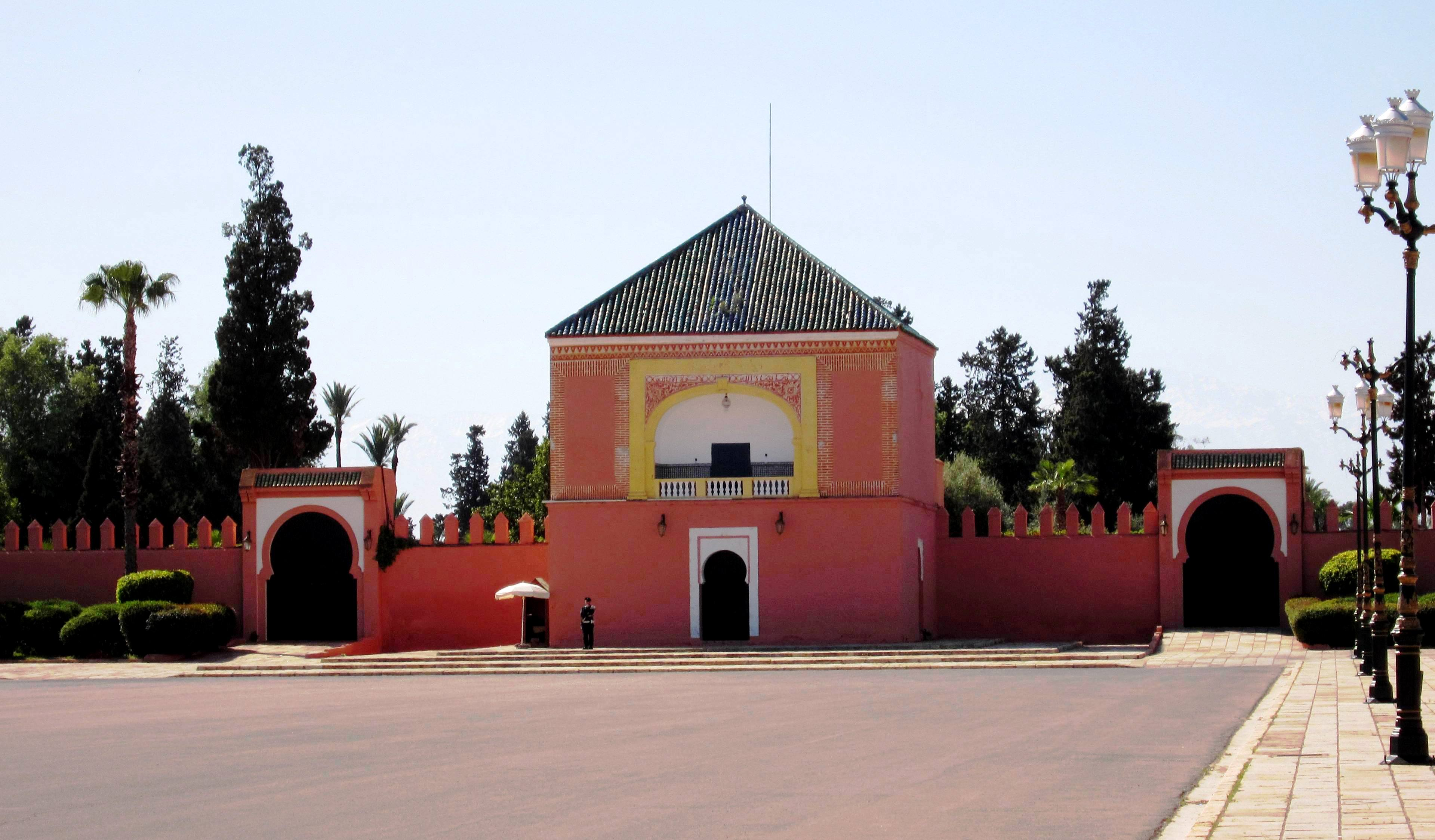
قبة الصويرة، على الجانب الجنوبي من المشور الكبير.

في الطرف الجنوبي من المشور الكبير يوجد المنزه (جناح المراقبة)، المعروف باسم قبة الصويرة، وسبب التمسية أنّ تمويل البناء على الأرجح كانت من عائدات الضرائب من الصويرة. يعود تاريخها إلى عهد محمد بن عبد الله، وقد انتهى من تشييدها على الأرجح في ستينيات القرن التاسع عشر، مثل باقي القصر. تم بناء هذا الجناح فوق الجدار بين المشور والحدائق ويتميز خارجيًا بالسقف الهرمي المعتاد المكسو بالبلاط الأخضر. الأعمدة والجدران الثقيلة على مستوى الأرض تدعم غرفة مربعة كبيرة فوقها، كانت مزينة بشكل كبير ببلاط الزليج والسقف الخشبي المطلي. تتيح هذه القاعة الوصول إلى لوجيا (loggia) على جانبها الشمالي مما سمح للسلطان بمراقبة الاحتفالات في المشور. يتميز لوجيا بقوس واسع النطاق على الواجهة الخارجية، زُينت أجنحتها بزهور تتضمن زخرفة عربية، ويعلوها كتابة عربية باللون الأحمر. على جانبها الجنوبي، تتيح الغرفة أيضًا الوصول إلى شرفة صغيرة مفتوحة تُطلّ على حدائق أكدال وجبال الأطلس في الجنوب. تم بناء الجناح على الأرجح بمساعدة البنائين الأوروبيين. مصدر واحد على الأقل، استشهد به المؤرخ غاستون ديفيردون، يدعي أن المهندس المعماري كان إسبانيًا، وقد أرسله كارلوس الثالث إلى محمد بن عبد الله كعربون صداقة. :499-500

#### داخل القصر

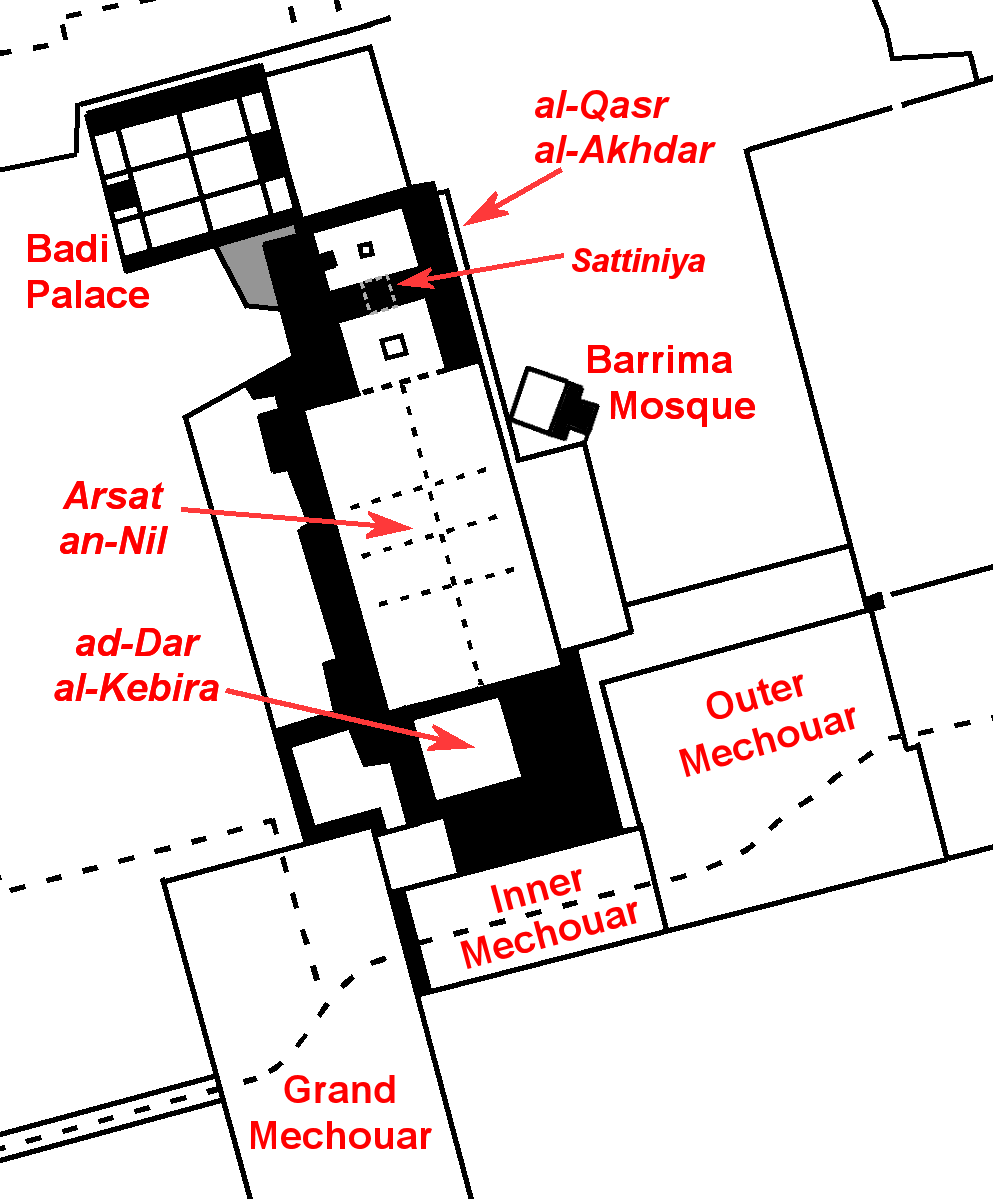
أقسام رئيسية من القصر الملكي العلوي

يتكون القصر من الداخل من حدائق وأفنية مختلفة تحيط بها غرف وأجنحة. تهيمن عليها عرصة النيل، وهي أكبر حديقة رياض في مراكش. سُمّيت على اسم نهر النيل بزعم أنه كانت مزروعة بنباتات من مصر. يبلغ قياسها حوالي 130 مترًا على محورها الشمالي الجنوبي و 70 مترًا على محورها الشرقي الغربي، وهي مقسمة على طول منتصفها بمسار من الشمال إلى الجنوب، والذي يتقاطع بدوره مع عدة مسارات عمودية أخرى. :283-284  :483  :397 تنقسم مباني القصر إلى مجموعتين رئيسيتين: واحدة إلى الشمال من الحديقة والأخرى في الجنوب. على طول الجانب الغربي من الحديقة يوجد صف من المباني التي تضم شققًا خاصة للسلطان بالإضافة إلى مسجد صغير ومرافق أخرى. على الجانب الشرقي من الحديقة توجد بوابة تؤدي إلى مسجد بريمة، المسجد الرسمي للقصر الذي بناه محمد بن عبد الله.
تنتظم المباني الواقعة على الجانب الشمالي من عرصة النيل، المعروفة مجتمعة باسم قصر الأخضر، حول فناءين كبيرين مستطيلي الشكل: أحدهما شمالي وآخر جنوبي. الفناءات رسمية في المظهر ومحاطة بجدران بيضاء خلفها غرف مختلفة وساحات داخلية أصغر. الفناء الشمالي، الذي يقع مباشرة جنوب شرق قصر البديع، هو الأبسط من حيث الشكل ولكنه يحتوي على سرادق مزينة ببلاط الزليج، ويُقابل نافورة في وسط الفناء. محيط الفناء محاط بغرف غنية الديكور. الفناء الجنوبي (بمساحة 34 × 28 مترًا) مفتوح من جانبه الجنوبي إلى حديقة عرصة النيل. في منتصف جانبها الشمالي قاعة استقبال كبيرة تعرف بالستينية. تتميز القاعة بسقفها الأخضر الهرمي الكبير والديكور الداخلي الغني. يتم إدخالها من الجنوب عبر رواق ثلاثي الأقواس، أمامه بركة ماء كبيرة مربعة في وسط الفناء. تم تصميم هذا الترتيب المتناسق العام وفتحة الفناء في الجنوب لتوفير نهج بصري كبير للستينية من حدائق عرصة النيل. كان جناح القصر على الجانب الشرقي من هذا الفناء تاريخيًا مقر إقامة حاجب السلطان، بينما احتوى الجناح على الجانب الغربي من الفناء على مرافق مثل المطابخ وغرف التخزين. يعلو الجناح الغربي أيضًا بلفيدير للمراقبة، مع إطلالات على الفناء والحديقة. :483  :397
المبنى الرئيسي على الجانب الجنوبي من عرصة النيل يُسمّى الدار الكبيرة. كان يتألف في الأصل من فناء واسع واحد حوله ثلاثة أفنية ثانوية. تم إدخال الفناء من الجنوب عبر سلسلة من البوابات بما في ذلك باب الأخضر (المدخل الخارجي للقصر من المشور). كانت المجموعة بأكملها متناظرة للغاية وتم ترتيبها لتشكيل نهج كبير للحدائق الرئيسية في الشمال. تضمنت ذات مرة بركة سداسية من الماء والأسطح الهرمية الخضراء المعتادة والتي كانت جميعها متماشية مع المحور المركزي لعرصة النيل. ومع ذلك، منذ القرن الثامن عشر، تم إضافة أو تعديل العديد من المباني والغرف الأخرى في هذه المنطقة، بحيث فقدت الآن تناسقها. لا يزال يحتوي على فناء كبير متماثل يضم قاعتين بسقوف هرمية متقابلة على محوره الشرقي الغربي، لكن المباني المحيطة بها تخطيط غير منتظم. :484  :397